# Паула Рохо
Паула Фернандес Васкес (ісп. Paula Fernández Vázquez; нар. 14 липня 1990, М'єрес, Іспанія) більш відома як Паула Рохо (ісп. Paula Rojo) — іспанська співачка.

## Дискографія
- 2013: Érase Un Sueño.
- 2013 : Edición especial de Érase Un Sueño
- 2015: Creer para ver.
- 2017: «lo que nunca fue».

| Гітара | Це незавершена стаття про співачку. Ви можете допомогти проєкту, виправивши або дописавши її. |